# Morten Andersen (amerikansk fodboldspiller)
 For alternative betydninger, se Morten Andersen. (Se også artikler, som begynder med Morten Andersen)
Morten Andersen (født 19. august 1960 i København, men opvokset i Struer)
Han kom til Ben Davis High School i Marion County, Indianapolis, Indiana, USA i 1977 på udveksling gennem foreningen Youth for Understanding.
Morten Andersen spillede kicker og er den spiller i NFL's historie, som har scoret næst flest point. I en kamp mod Dallas Cowboys 16. december 2006 passerede han en anden kicker, sydafrikaneren Gary Anderson, på listen over spillere med flest point i karrieren. (senere slået af Adam Vinatieri)
Efter en pause på 1½ år tegnede Morten Andersen i september 2006 kontrakt med Atlanta Falcons, hvor han havde spillet tidligere. Hos Atlanta Falcons var han primært hyret for at sparke korte field goals (indenfor 50 yards) samt ekstrapoint efter touchdowns.
2 kampe inde i 2007-sæsonen tegnede Andersen endnu engang kontrakt med Falcons, efter deres unge kicker havde brændt 3 ud af fire field goal-forsøg i de første to kampe. Imidlertid lykkedes det ham ikke i 2008 at få en kontrakt, og da han samtidig var generet af et dårligt knæ, tog han endegyldigt beslutningen om at stoppe karrieren.
Han skrev i samarbejde med Jimmy Bøjgaard en bog om sit liv. Bogen fik navnet Livet er et KICK og udkom den 26. januar 2008. I forbindelse med udgivelsen af bogen, holdt en han række foredrag rundt omkring i Danmark.
I dag driver Morten Andersen forretning fra sin base i Atlanta. Firmaet Morten Andersen Global har opnået stor succes med at føre danske virksomheder ind på det amerikanske marked. Desuden har han oprettet Morten Andersen Family Foundation, som hvert år donerer et sekscifret beløb i dollar til velgørende formål. Som konsulent arrangerer han desuden golfrejser, lige som han holder foredrag i USA og Danmark.
Morten Andersen er i 2015 - for andet år i træk - blandt de 15 finalister til Pro Football Hall of Fame.
Optaget i Hall of Fame 5. Februar 2017.

## Karriere

### High School og College
Morten Andersen rejste i 1977, i en alder af 17 år, til USA som student på et udviklingsprogram, hvor han kom til at gå på Ben Davis High School i staten Indiana. Her stiftede han første gang kendskab med amerikansk fodbold, og da skolen ikke havde et fodboldhold (europæisk fodbold), han kunne spille for, prøvede han i stedet kræfter med rollen som kicker for skolens footballhold.
Da det viste sig, at hans evner som fodboldspiller godt kunne overføres til rollen som kicker i amerikansk fodbold, endte han med at blive kicker for skolens hold. Hans ene sæson som kicker for Ben Davis High School var så imponerende, at han bliv tilbudt et legat til det prestigefyldte Michigan State University i staten Michigan. Hans Nielsen, en anden dansker, der var kicker for Michigan State Spartans, var med til at rekruttere ham, og da han kom til skolen i 1978, overtog han Nielsens plads som kicker for holdet.
Han havde stor succes i sine 4 år hos Michigan State og satte en række af rekorder. I sit første år, 1978, blev han topscorer i Big Ten Conference (den liga Michigan Sate er en del af). Holdet vandt 8 ud af 11 kampe det år og vandt dermed the Big Ten Conference.
I sit andet år på college kom han til skade med sin ryg, men han kom sig dog og missede kun en enkelt kamp i sæsonen. I sit sidste år hos Michigan State satte han rekord for det længste field goal i Big Ten Conferences historie på 63 yards - en rekord der står den dag i dag. Dette blev også det længste spark i hans professionelle karriere, som desuden tangerer rekorden for det længste field goal, der er blevet sparket i NFL. Han blev udtaget til All American holdet som den bedste kicker i college efter hans sidste sæson.

### NFL
I 1982 fik han et tilbud fra NFL klubben New Orleans Saints. Han fik stor succes den tid han var i klubben, som varede imponerende tolv år indtil 1994. I 1995 skrev han kontrakt med NFL klubben Atlanta Falcons, hvor han var indtil år 2000. Han havde en enkelt sæson med New York Giant i 2001, hvorefter han skiftede til Kansas City Chiefs og var der i 2002-2003.

## Rekorder
Morten Andersen er i besiddelse af en række rekorder i NFL. De mest prominente er følgende (gældende for den syvende uge af NFL-sæsonen 2007):
- Flest kampe i NFL's historie (382 kampe)
- Flest Field Goals over 50 yards i en sæson (8)
- Flest Field Goals over 50 yards i en kamp (3 for Atlanta Falcons mod New Orleans Saints den 10. december 1995)
- Flest Field Goals scoret af en spiller i NFL's historie (565)
- Flest Field Goal forsøg (709)
- Første spiller til at score over 2.500 point nogensinde
- Flest point scoret i karriere nogensinde (2.544)

Desuden har Morten Andersen 4 rekorder i Pro-Bowl:
- Flest point i Pro-Bowl (45 – 15 efter touchdown, 10 Field Goals)
- Flest point efter touchdown (15)
- Flest Field Goal forsøg i Pro-Bowl (18)
- Flest Field Goals i Pro-Bowl (10)

Derudover holder Morten Andersen andenpladsen i følgende rekorder:
- Flest point-forsøg efter touchdown (859 – Kun overgået af George Blanda med 959)
- Flest point scoret efter touchdown (849 – Kun overgået af George Blanda med 943)
- Flest sæsoner med over 100 point (14, Jason Elam har 15)
- Flest Field Goals over 50 yards (40 i karrieren Jason Hanson har lavet 41)